# 三郷浄水場
三郷浄水場（みさとじょうすいじょう、英語: Misato Purification Plant）は、埼玉県三郷市彦江にある東京都水道局の浄水場である。

## 概要
昭和60年（1985年）6月24日通水。原水は利根川系の江戸川の表流水から引き入れている。
三郷浄水場は都心から北東へ約20kmの埼玉県三郷市彦江に築造された東京都水道局で4番目の施設能力を有する大規模浄水場である。原水を自然流下で導水し、原水ポンプで着水井に揚水した後、薬品沈殿池及び急速ろ過池で浄水処理されオゾンと活性炭を組み合わせた高度浄水処理した後、浄水は二系統の送水管路で区部に送水する。一つは三郷西線（内径2,600mm）により葛飾区にある水元給水所を経て北部幹線で31km離れた練馬区にある練馬給水所へ送水し、主に区部の城西・城南に給水している。もう一つは三郷東線（内径2,600mm）により金町浄水場を経て東南幹線で江東区にある江東給水所及び有明給水所等に送水し、主に区部の東南に給水している。
正式部署名は東京都水道局金町浄水管理事務所三郷浄水場である。
三郷市一帯は元々江戸川と中川に挟まれた平坦な水田地帯であり、地盤は氷期以前の河川の浸食により形成された最大50mの深度の埋没谷と呼ばれる地形に、沖積層が堆積した典型的な軟弱地盤である。また沖積層は未固結であり水分を多く含み地下水位が高い。このため地震発生時には液状化現象の発生が予想されている。最近では平成16年（2004年）10月23日に発生した新潟県中越地震では簡易水道の小規模浄水場が崩壊して配水不能に陥ったケースがある。三郷浄水場は厳しい地質条件に対し耐震性を確保するために、基礎杭は全て支持杭基礎とし、サンドコンパクションパイル工法及びバイブロタンパ工法を採用し、念入りな転圧を実施して建築施工された。

## 三郷浄水場の特徴

### 取水口
横越流方式の潜り堰で浄水場から南東約1.8kmの江戸川右岸に8門を連続配置し、各門から取り入れた原水は扇形水路で取水樋管に集水し、取水所の接合井に導水する。取水樋管入口にはゲート及び操作室を配置している。

### 取水所

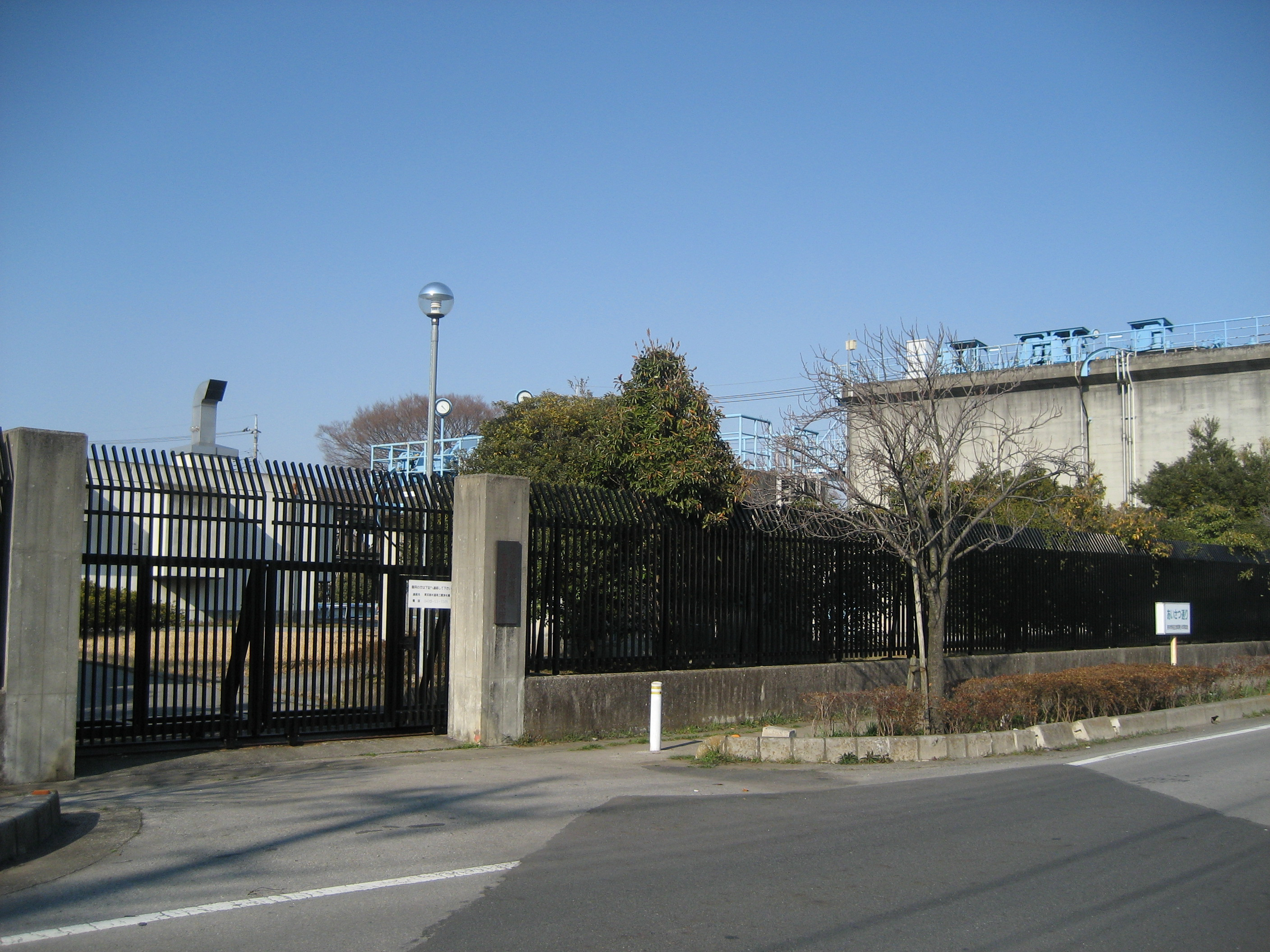
取水所

取水する為の管理施設で、取水接合井（縦6.6m×横19.0m×高さ21.9m）、取水ゲート（鋼製電動ローラーゲート、2,500mm×2,000mm）、流量計、取水量を調節する流量調節弁（鋼製電動バタフライ弁、φ2,600mm×2）、水質監視用水質計器等を設置している。また停電時に備えて自家発電設備（ガスタービン三相交流同期発電機、210V×225kVA）を1台設けてある。

### 沈砂池
沈砂池（長さ62.2m×幅14.8m×有効水深4.0m×2池、有効容量3,670m3）は原水と共に流入した土砂を沈降させる池で、取水口から0.6km離れた地点にあり、池にはゴミを除去する自動除塵機（ロータリースクリーン×4）や、油流入事故に備えて油膜検知装置1台及び油回収ポンプ4台を設置している。
導水路は取水所から沈砂池を経由して原水ポンプ所まであるが、安全や保守性を考慮して沈砂池までは4連、原水ポンプ所までは2連になっている。

### 原水ポンプ所
原水ポンプは三郷浄水場用（立軸斜流ポンプ1台、横軸両吸込渦巻ポンプ4台）及び埼玉県企業局新三郷浄水場用（横軸両吸込渦巻ポンプ4台）があり、双方とも液体抵抗器による二次抵抗法を用いた回転数制御及び台数制御により、原水量の変動に対応している。新三郷浄水場用の機器一式は東京都水道局が維持管理している。

### 着水井
長円筒立形をしており、1号池（長さ25.0m×幅24.0m×有効水深5.05m、有効容量2,700m3）及び2号池（長さ24.0m×幅24.0m×有効水深5.05m、有効容量2,500m3）のデュアル（二重系）である。

### 急速かくはん池
長さ17.0m、幅5.0m、有効水深7.0m、有効容量2,700m3で2池ある。上下迂流させフラッシュミキサ（立軸下羽根タービン形、翼形φ2,700mm×18.5kw×2台/池）により無機凝集剤（PAC…ポリ塩化アルミニウム）を注入した原水を急速かくはんする。

### フロック形成池
機械かくはん方式と比較してエネルギー消費が少なく維持管理の容易な上下水平迂流蛇行方式を採用した。この方式は導流壁による水平折返水路の中に上下交互の阻流板を設けたものである。長さ13.9m、幅30.4m、有効水深4.0m、有効容量1,440m3で16池ある。30分かけてゆっくりとかくはんし、細かいフロック同士を結合させて大きく重いフロックに成長させる。

### 薬品沈殿池
水流及び水質の負荷変動に対しての緩衝機能を持たせて弾力的な運用を図る為、横流式の前段池及びウノ式傾斜版沈降装置を設置した後段池に分かれている。長さ39.1m、幅30.4m、有効水深4.0m、有効容量4,750m3で16池ある。傾斜板装置（硬質塩化ビニル樹脂製、板間隔85mm、傾斜角60度）及び排泥掻寄機（吊下形中央駆動回転式、64台）から構成されている。沈殿したフロックは、各段池ごとに設置した回転式の排泥掻寄機により底部集泥室に掻き集められ、自動的に排泥する。上澄みの沈殿処理水は上部に設けられたトラフで集水される。

### 急速ろ過池
ろ過池は荏原インフィルコ株式会社（現在の株式会社荏原製作所）製のGLF（グリンリーフフィルター）自然平衡型ろ過池を採用している。
これは表面洗浄（表洗）は表洗ポンプ（φ350mm×250mm、吐出流量15.6m3/min、揚程60m、電動機出力220kw、4台）及び回転式2段表面洗浄装置を用いるが、逆流洗浄（逆洗）はユニット内の他のろ過池で処理したろ過水を用いるもので、真空サイフォン及び堰を用いた省エネルギーで保守管理の容易な優れたシステムである。
ろ過層はアンスラサイト（層厚30cm）及び砂（層厚45cm）を用いた重力固定二層ろ過方式を用いている。砂のみを用いた単層ろ過方式と比較してろ高が上がりにくいという長所を有しているが、反面ろ材が砂と比較して軽い短所がある。したがって洗浄水量をやや少なめにしないとアンスラサイトが流出したり、沈殿処理水の流入をうまく調整しないとろ材が不陸を起こすので、ろ過池制御は注意を払う必要がある。通常の洗浄は任意に選択したろ過池を自動工程で洗浄する様になっている。また用地の有効利用を図る為、ろ過池の下部に配水池を設けた階層構造としている。

### 塩素混和池
上下水平迂流式で中塩素混和池（長さ18.8m、幅6.0m、高さ5.2m、2池）及び後塩素混和池（長さ43.6m、幅6.3m、高さ4.7m、4池）に分かれている。
中塩素混和池は薬品沈殿池とろ過池の中間に位置しており、中塩素処理時のかくはん及び後PAC（後凝集）処理時のかくはんをおこなっている。後塩素混和池は後塩素及び後苛性（後水酸化ナトリウム）のかくはんを行っている。

### その他施設
- オゾン処理所
- オゾン接触池
- オゾン処理設備
- 高度浄水ポンプ
- 活性炭吸着池
- 配水池
- 送水ポンプ
- 表洗ポンプ
- 逆洗ポンプ
- 場内給水ポンプ
- 薬注給水ポンプ
- 送水管路
- 受変電設備
- 次亜塩素酸ナトリウム製造設備
- 次亜塩素酸ナトリウム注入設備
- PAC注入設備
- 苛性ソーダ注入設備
- 酸注入設備
- 活性炭注入設備
- 中央管理室
- 洗浄排水池
- 排泥調整池
- 排泥濃縮槽
- 加圧脱水機
- 天日乾燥床
- 排水ポンプ

## アクセス方法
- 鉄道
  - TX首都圏新都市鉄道つくばエクスプレス線三郷中央駅（駅番号09）下車、徒歩15分。
- バス
  - TX首都圏新都市鉄道つくばエクスプレス線三郷中央駅（駅番号09）下車。
    - 4番乗り場からメートー観光吉川駅（三郷市役所経由）行に乗り、7分。三郷市役所停留所下車。
    - 6番乗り場からマイスカイ交通（M01系統）または京成タウン三郷駅行に乗り、7分。三郷市役所停留所下車。
    - 7番乗り場から飯島興業三郷駅行に乗り、7分。三郷市役所停留所下車。
    - 8番乗り場からマイスカイ交通（M02系統）新三郷駅東口行に乗り、7分。市役所停留所下車。
    - 8番乗り場からマイスカイ交通（M02系統）後谷行に乗り、7分。市役所停留所下車。
    - 8番乗り場からマイスカイ交通（M60系統）マイスカイ車庫行に乗り、7分。三郷市役所停留所下車。
    - 9番乗り場から東武バスセントラル（金54系統）三郷団地行に乗り、7分。三郷市役所入口停留所下車。
    - 10番乗り場から東武バスセントラル（早11系統）早稲田東循環行に乗り、7分。三郷市役所入口停留所下車。
    - 10番乗り場から東武バスセントラル（三14系統）吉川車庫行に乗り、7分。三郷市役所入口停留所下車。
    - 11番乗り場から東武バスセントラル（金54系統）新三郷駅（三郷市役所経由）行に乗り、7分。三郷市役所停留所下車。
    - 11番乗り場から東武バスセントラル（金54系統）新三郷駅（三郷市役所入口経由）行に乗り、7分。三郷市役所入口停留所下車。
    - 11番乗り場から東武バスセントラル（松03系統）三郷団地（三郷市役所経由）行に乗り、7分。三郷市役所停留所下車。
    - 11番乗り場から東武バスセントラル（松03系統）三郷団地（三郷市役所入口経由）行に乗り、7分。三郷市役所入口停留所下車。
    - 11番乗り場から東武バスセントラル（金54系統）三郷市役所行に乗り、7分。三郷市役所停留所下車。
    - 11番乗り場から東武バスセントラル（松04系統）三郷市役所入口行に乗り、7分。三郷市役所入口停留所下車。

  - JR東日本武蔵野線三郷駅南口下車。
    - 1番乗り場からマイスカイ交通または京成タウン金町駅行に乗り、三郷市役所停留所下車。
    - 1番乗り場から飯島興業新三郷駅行に乗り、三郷市役所停留所下車。
    - 4番乗り場から東武バス（松03系統）松戸駅（三郷市役所入口経由）行に乗り、三郷市役所入口停留所下車。
    - 4番乗り場から東武バス（松03系統）市役所入口行に乗り、三郷市役所入口停留所下車。
    - 4番乗り場から東武バス（三02系統）三郷市役所行に乗り、三郷市役所停留所下車。
    - 4番乗り場から東武バス（有51系統）亀有駅北口（三郷市役所経由）行に乗り、三郷市役所停留所下車。
    - 4番乗り場から東武バス（有52系統）亀有駅北口（三郷市役所入口）行に乗り、三郷市役所入口停留所下車。

  - JR東日本武蔵野線新三郷駅南口下車。
    - 1番乗り場から東武バス（金54系統）金町駅行に乗り、三郷市役所停留所下車。
    - 1番乗り場から東武バス（金54系統）金町駅行に乗り、三郷市役所入口停留所下車。
    - 飯島興業三郷駅行に乗り、三郷市役所停留所下車。
- 自動車
  - 首都高速6号三郷線及び常磐自動車道から
    - 三郷インターチェンジ東出口から、一つ目の信号「花和田交差点」を左折して約100m。

  - 東京外環自動車道から
    - 外環三郷西インターチェンジから国道298号を千葉県方面に進み、四つ目の信号「花和田交差点」を左折して約100m。